# José Vicente Muñoz Gómez
José Vicente Muñoz Gómez (La Puebla de Cazalla, província de Sevilla, 1 de març de 1956) és un polític català d'origen andalús, diputat al Congrés dels Diputats en la IX Legislatura.

## Biografia
El 1966 es va traslladar amb la seva família a l'Hospitalet de Llobregat. Estudià a la Universitat Laboral de València i Oficialia Industrial, en la branca d'electricitat, a la Universitat Laboral de Tarragona, fins a 1r de Mestratge Industrial. Des de 1984 és tècnic d'organització de Transports Metropolitans de Barcelona.
El 1978 s'afilià a la UGT de Catalunya i el 1982 al PSC-PSOE. Des de les eleccions municipals espanyoles de 1987 és regidor de l'Ajuntament de l'Hospitalet de Llobregat, i ha estat primer Tinent d'Alcalde el 1994-1999 i regidor de Benestar Social fins a 2007. També ha estat Diputat adjunt a Benestar Social i Diputat de Cultura Popular de la Diputació de Barcelona 1999-2007, conseller comarcal del Barcelonès i coordinador sectorial de Política Social del PSC.
A les eleccions generals espanyoles de 2008 fou escollit Diputat a les Cort Generals per la província de Barcelona. Fins a 2011 va estar adscrit a la Comissió de Foment del Congrés dels Diputats.